# Лесно-Калейкинское сельское поселение
Лесно-Калейкинское се́льское поселе́ние — муниципальное образование в Альметьевском районе Татарстана Российской Федерации.
Административный центр — железнодорожная станция Калейкино.

## История
Статус и границы сельского поселения установлены Законом Республики Татарстан от 31 января 2005 года № 9-ЗРТ «Об установлении границ территорий и статусе муниципального образования "Альметьевский муниципальный район" и муниципальных образований в его составе».

## Население
| 2010  | 2011  | 2012  | 2013  | 2014  | 2015  | 2016  |
| ----- | ----- | ----- | ----- | ----- | ----- | ----- |
| 1962  | ↗1963 | ↗1981 | ↗2007 | ↗2020 | ↗2060 | ↗2096 |
| 2017  | 2018  |       |       |       |       |       |
| ↗2119 | ↗2120 |       |       |       |       |       |

## Состав сельского поселения
| № | Населённый пункт | Тип населённого пункта                          | Население |
| - | ---------------- | ----------------------------------------------- | --------- |
| 1 | Калейкино        | железнодорожная станция, административный центр |           |
| 2 | Кульшарипово     | железнодорожная станция                         |           |